# キーパーソン協同組合
キーパーソン協同組合は、日本の組合。「共同購買・共同宣伝・福利厚生」を3つの柱とし、全国の企業をサポートしている。

## 設立
平成19年（2007年）10月25日

## 事務局
- 【事務局】103-0022　東京都中央区日本橋室町1-10-10　LXS室町201号
- 【札幌事務局】060-0031　北海道札幌市中央区北1条東2丁目5-8　第2遠藤ビル601

## 沿革
- 平成19年（2007年）10月25日　キーパーソン協同組合を設立。代表理事に鬼塚興一就任。
- 平成22年（2010年）12月27日　関東地方整備局　関東農政局　関東財務局　信越厚生局　関東経済産業局の認可を取得。これにより本組合の地区は37都道府県になる。
- 平成26年（2014年）2月27日　厚生労働省職業安定局　関東地方環境事務所　文部科学省の認可を取得。
- 平成26年（2014年）5月20日　ORSEよりETCセットアップ登録店に登録。

## 関連団体
- 陸事総合協同組合 - 代表者、事務局所在地が同一。遠隔も同じくする団体。[1]法人番号 2010405006960[2]
- 中央物流協同組合 - 旧称「Cライン協同組合」[3]代表理事が同じ鬼塚氏であった[4]。
- フェリー・ロード協同組合 - 代表理事が同じ鬼塚氏であった[4][5]。

## ホームページ
- キーパーソン協同組合のホームページ（アーカイブ）